# El Niño
El Niño - južna oscilacija (angleško El Niño-Southern Oscillation, krajše tudi ENSO) je globalno razširjen pojav na stičišču zraka in morja. Tako kot La Niña, je to pojav nihanja temperature na vodni gladini v zahodnem delu Tihega oceana. Ime El Niño v španščini pomeni dobesedno »deček«, pisana z veliko začetnico se ta beseda sicer nanaša na Jezusa kot otroka, tako ime pa je pojav dobil zato, ker je običajno opazen na zahodni obali Južne Amerike v času božiča. Skladno s tem La Niña pomeni »deklica«. Pojav je leta 1923 prvič opisal Gilbert Thomas Walker, po katerem je poimenovano tudi kroženje vode (Walkerjevo kroženje) in še nekateri drugi pojavi v zvezi z ENSO.
El Niño s seboj prinaša poplave, sušo in druge vremenske motnje. Ravno to pa so glavni razlogi, zakaj se znanstveniki tako trudijo, da bi pojav lahko napovedali. Vsaj nekaj korakov proti tem cilju je uspelo narediti znanstvenikoma Stephenu Zebiaku in Marku Canu. Tople in s hranili revne vodne mase, ki jih prinaša pojav ob zahodnih obalah Južne Amerike, negativno vplivajo na ribolov, s tem pa na prehransko oskrbo ljudi ob obalah. Večinoma so posledice zgolj lokalne, saj traja otoplitev le nekaj tednov na leto, ob daljšem trajanju pa opazno prizadene celotno globalno trgovino z morsko hrano.
Pojavlja se na vsake 3 do 8 let po vsem svetu, tako v Tihem kot v Atlantskem in Indijskem oceanu. Je najbolj znan vremenski pojav, ki ga ni mogoče napovedati. Od leta 2000 so ga opazili večkrat, v letih 2002–03, 2004–05, 2006–07 in 2009–10. Močnega El Niña ni bilo vse od leta 1998. Nove zmožnosti za napovedovanje tega pojava bi imele velike sociološko-ekonomske posledice. Ker je El Niño običajen del Zemljinega ozračja, je popolnoma mogoče, da na intenzivnost njegovega pojavljanja vpliva tudi globalno segrevanje.

## El Niño in La Niña
El Niño in La Niña sta opredeljena kot dolgotrajnejši odkloni temperature na morski gladini, in sicer za več kot 0,5 °C. V preteklosti se je pojavljal na vsake 2 do 7 let, trajal pa je od enega do dveh let.
Prvi znaki El Niña so:
1. Dvig zračnega tlaka nad Indijskim oceanom, Indonezijo in Avstralijo
2. Padec zračnega tlaka nad Tahitijem in ostalim osrednjim in vzhodnim Pacifikom
3. Šibki vetrovi v južnem Tihem oceanu, v območju zemljepisne širine okoli 0°
4. Območja toplejšega zraka v bližini Peruja, kar ima za posledico dež v puščavah Peruja
5. Širjenje toplih tokov iz zahodnega na vzhodni Tihi in Indijski ocean. Ti tokovi s seboj prinašajo tudi dež, kar ima za posledico sušo na zahodnem in običajno dež na vzhodnem Tihem oceanu

Med pojavom El Niño je na površju mogoče videti krožne tokove zraka, imenovane Walkerjevo kroženje, ki prenašajo segreto vodo in zrak proti zahodu. Zahodni del Tihega oceana ima ob pojavu El Niña toplejše in vlažnejše podnebje, njegova vlaga pa se odlaga v tajfune in tropske viharje. Tudi gladina oceana je lahko zaradi tega pojava do 60 cm višja. 
V Tihem oceanu z izrazom La Niña označujemo nizke temperature vode v vzhodnem ekvatorialnem Tihem oceanu, medtem ko z izrazom El Niño označujemo visoke temperature vode v vzhodnem ekvatorialnem Tihem oceanu. Ob pojavu La Niñe se običajno pojavi tudi atlantski ciklon. Kadar je La Niña prisotna manj kot 5 mesecev, običajno sledi El Niño, vendar tudi ta ne več kot 5 mesecev.

## Posledice El Niña na globalni ravni
Ker območje toplega zraka, ki ga povzroča El Niño, hrani ciklone, se poveča količina padavin. 
Vplivi El Niña so močnejši v Južni kot v Severni Ameriki. El Niño prinaša topla in mokra poletja (december - februar) na obalah severnega Peruja in Ekvadorja, kadar pa je pojav zelo močan, pa tudi poplave in druge ekstreme v mesecih od februarja do aprila. 
Tudi južna Brazilija in severna Argentina v času pomladi in zgodnjega poletja občutita vpliv El Niña. Čile občutijo vpliv v obliki milih zim z ogromnimi količinami padavin, v perujskih in bolivijskih gorah pa se prožijo številni plazovi. Toplejše in bolj suho vreme El Niño prinaša na območje Amazonke, Kolumbije in Srednje Amerike. El Niño vpliva tudi na vreme v Južni Aziji in severni Avstraliji, kamor prinaša bolj suho vreme, kar ima za posledico številne požare. Tudi nekateri predeli Antarktike vsebujejo več ledu v času El Niña. Zime na severu Severne Amerike so toplejše kot običajno, medtem ko je podnebje v Kaliforniji, Mehiki in na jugozahodu ZDA bolj deževno in hladno. Severozahodna obala Tihega oceana se na eni strani srečuje z bolj vlažnimi in meglenimi zimami, na drugi strani pa s toplimi in sončnimi poletji. El Niño povzroča tudi višje valove ob obalah, kar povzroča erozijo na obalah Tihega oceana, in na račun tropskih vetrov zmanjšuje število ter intenzivnost hurikanov na območju Atlantskega oceana.
El Niño vpliva tudi na Vzhodno Afriko, vključno s Kenijo, Tanzanijo in porečjem Nila, s povečano količino dežja od marca do maja. Od decembra do februarja pa prinaša bolj suho vreme v Južno Afriko, natančneje v Zambijo, Zimbabve, Mozambik in Bocvano.

### Atlantski pojav
Podoben pojav je opazen tudi v Atlantskem oceanu, kjer morski tokovi na območju ekvatorja ob obali Afrike postanejo toplejši, tokovi, ki prihajajo z območja Južne Amerike, pa hladnejši.

## La Niña
La Niña je drugo ime za hladno fazo pojava ENSO, med katerim se okrepijo vetrovi in območje hladnega zraka na območju vzhodnega Tihega oceana. Včasih pojav La Niña imenujejo tudi »obratni El Niño«.
La Niña ima najpogosteje nasproten vpliv kot El Niño. Na primer, če El Niño povzroči deževno dobo v srednjezahodnem delu ZDA, bo La Niña tipično povzročila sušno dobo na tem območju.